# 坡的敬酒者
坡的敬酒者是指自1949年起，直至2009年每年都會到愛倫·坡墓前拜祭的神秘人。

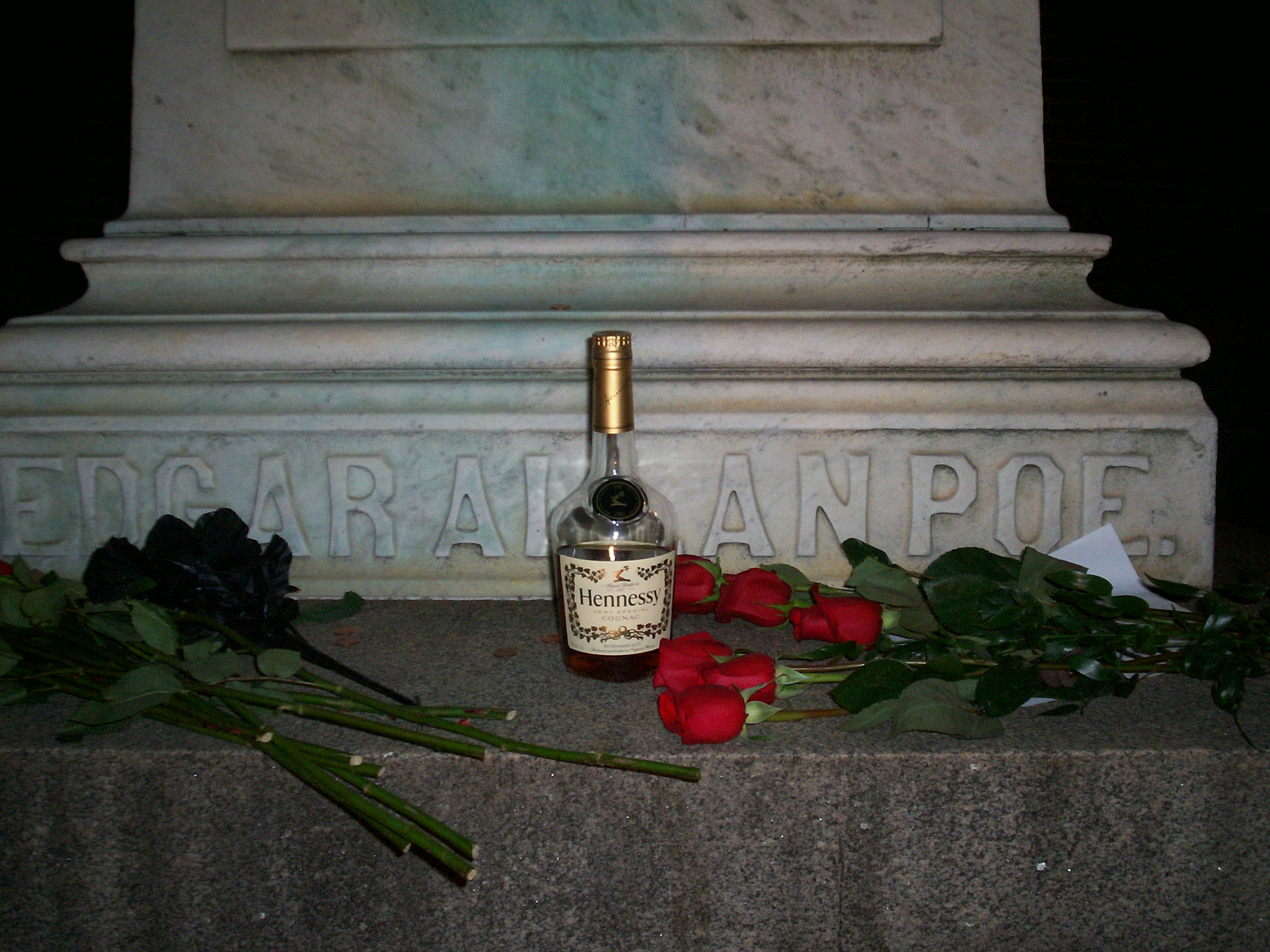
坡的敬酒者每年都會帶同三枝紅玫瑰和半支干邑白蘭地到墓園

## 簡介
坡的敬酒者自1949年，即愛倫·坡逝世一百周年起，每年的1月19日的午夜至清晨時分，都會帶同三枝紅玫瑰和半支干邑白蘭地到坡位於巴爾的摩西敏墓園的墓前拜祭，從來無人知道這位來訪者帶同三枝紅玫瑰和半支干邑白蘭地的原因，不過這個神秘人維持了這項神秘的傳統超過六十年。直至2010年，坡的敬酒者沒有再出現 ，一般被理解為坡的敬酒者在坡的200周年冥壽後不再拜祭，2011年坡的敬酒者亦沒有出現，愛倫·坡故居紀念館的館長傑夫·傑若姆表示，會再觀察多一年才決定這項神秘的傳統是否正式結束。

## 神秘身分
坡的敬酒者的身分一直無人知曉，至今只有一個人聲稱自己是坡的敬酒者，不過一般人都不認同。2007年，威斯敏斯特礼堂一位前历史学家92歲的山姆·波波拉（Sam Porpora）自稱自己就是坡的敬酒者，自70年代起就到巴爾的摩拜祭，希望喚回大眾對愛倫·坡的關注。但他的說辭很快就受到質疑，傑夫·傑若姆指坡的敬酒者最早的記載可追溯至1949年的巴爾的摩晚報，因此認為這位70年代才出現的並非真正的坡的敬酒者。

## 留言
自1993年起，坡的敬酒者間中會留下神秘的字條，1993年他留下的字條上寫上「火炬會傳承下去」。1998年，另一張字條聲明最初的坡的敬酒者已經逝世，會由其兒子接任。2001年，坡的敬酒者在超級盃的決賽前留言，呼籲紐約巨人擊敗巴爾的摩烏鴉，諷刺的是，這支取名自愛倫·坡詩作烏鴉的球隊贏得首次超級盃。2004年，坡的敬酒者最後一次留言，時值伊拉克戰爭，法国与美国關係變得緊張，字条上写着爱伦·坡的墓地容不下法国干邑。

## 延伸閱讀
- Rowlett, Curt (2006). Labyrinth13: True Tales of the Occult, Crime & Conspiracy, Chapter 5, The Tale of the Poe Toaster. Lulu Press. ISBN 1-4116-6083-8.

## 外部連結
- , , 2011-01-26  [2013-04-01], （原始内容存档于2013-01-17）.
- , , Maryland Public Television (MPT),   [2013-04-01], （原始内容存档于2013-05-26）.
- , ,   [2013-04-01], （原始内容存档于2011-09-30）.